# Itami
Itami (伊丹市, Itami-shi) is een stad gelegen in de prefectuur Hyogo, Japan.

## Achtergrond
Itami heeft een oppervlakte van 24,97 vierkante kilometer. De stad had in 2008 194.488 inwoners, wat neerkomt op een bevolkingsdichtheid van 7790 mensen per vierkante kilometer.
Het centrum van Itami kwam in de Sengoku-periode tot bloei. Het was destijds de enige Japanse stad met een kasteel, daar kastelen doorgaans buiten de steden werden gebouwd. Het kasteel behoorde toe aan Araki Murashige, maar nadat hij werd verslagen tijdens een opstand werd het kasteel verwoest.
De huidige stad werd officieel gesticht op 10 november 1940. Veel delen van de stad werden vernietigd tijdens een aardbeving in 1995, maar werden vrij snel herbouwd.
Het grootste gedeelte van de Internationale luchthaven van Osaka hoort bij Itami. Vandaar dat dit ook wel de luchthaven van Itami genoemd wordt. Verder is de stad bekend vanwege het Koyaikepark, waar een groot model van de Japanse archipel te zien is in een ronde vijver. Ten slotte bevindt een van de belangrijkste sakebrouwerijen van Japan zich in Itami.

## Noemenswaardige inwoners
- Aiko Uemura, skiër
- Aki Okui, singer-songwriter
- Akira Ueda, stemacteur
- Hayato Sakamoto, honkballer
- Hirotoshi Kitagawa, honkballer
- Hiroyuki Nakajima, honkballer
- Katsuki Yamazaki, honkballer
- Masahiro Tanaka, honkballer
- Masami Okui, zanger
- Natsumi Horiguchi, volleyballer
- Sae Nakarai, weerman
- Seiko Tanabe, schrijver
- Tokindo Okada, bioloog
- Toshinori Tsubouchi, dichter
- Yasushi Maeda, komiek
- Yoko Minamino, actrice
- Yuki Suzue, honkballer

## Partnersteden
- Hasselt, België
- Foshan, Volksrepubliek China